# Прогресс (Ошская область)
Прогресс (кирг. Прогресс) — село в Узгенском районе Ошской области Кыргызстана. Входит в состав Джыландынского аильного округа. Код СОАТЕ — 41706  255 815 04 0

## Население
По данным переписи 2023 года, в селе проживало 2 765 человек.